# Diaschisis
Le diaschisis ou diaschèse est un phénomène d'inhibition fonctionnelle soudaine d'une partie du cerveau située à distance d'une lésion cérébrale, mais qui possède des liens anatomiques et physiologiques directs ou indirects avec la zone lésée. 
Cette perte soudaine d'une fonction, à distance de la zone endommagée, est réversible.

## Étymologie
Le mot diaschisis est formé à partir du grec ancien δια / dia, « à travers » et σχιζειν / skizein, « partager ».

## Historique
Constantin von Monakov a créé ce nom, pour tenir compte des paralysies ipsilatérales observées lors de lésions cérébrales, puis de leur récupération post-traumatique : en effet, l'idée que les dommages à une partie du système nerveux peuvent avoir des effets à distance était populaire pendant le XIXe siècle lorsqu'a émergé la théorie du neurone à la suite des travaux de Santiago Ramón y Cajal puis de Heinrich Wilhelm Waldeyer. Cependant la découverte des « centres » au niveau du cerveau, notamment par Broca, a allumé une controverse entre « localisationistes » et « anti-localisationistes ». Le neurologue Jean-Martin Charcot, propose : « il existe certainement, dans l’encéphale, des régions dont la lésion entraîne fatalement les mêmes symptômes. » pour défendre les théories localisationistes tandis que Charles-Édouard Brown-Séquard répond : « J’ai le regret d’être en complet désaccord avec M. Charcot. Je ne saurais accepter la théorie des localisations telle qu’elle est émise actuellement. »
Von Monakow décrit en fait 3 types de diaschisis, :
- le diaschisis cortico-spinalis, impliquant des fonctions motrices spinales dues à des lésions corticales au niveau des aires motrices ;
- le diaschisis associativo-cortical, dû à des lésions ipsilatérales ;
- le diaschisis commisuralis-cortical, dû à des lésions contro-latérales.

La théorie de von Monakov développe trois aspects :
1. une lésion neurologique est rarement localisée à une structure histologique nerveuse définie ;
2. n'importe quel point du cerveau est interconnecté avec des structures éloignées qui peuvent être « désafférentées » du territoire lésé ;
3. ces structures dépendantes peuvent cependant reprendre quelque autonomie comme le révèlent les récupérations comportementales post-traumatiques observées en clinique.

Le diaschisis implique aussi le concept de plasticité neuronale.

## Causes
Il est possible de rencontrer un diaschisis lors d'accidents vasculaires cérébraux, d'infections du type encéphalite ou de tumeurs.
Le diaschisis cérébelleux croisé (DCC), résultant d'une lésion encéphalique, est expliqué par le fait que chaque hémisphère cérébelleux est étroitement lié à l’hémisphère cérébral controlatéral par des connexions axonales afférentes et efférentes.